# Médico escritor
Un médico escritor o escritor médico es un médico que se dedica a la redacción de literatura.

## Terminología
Médicos que escriben obras literarias pueden ser tanto escritores médicos (quien abandonó la medicina para trabajar como escritor profesional, p.ej. Pío Baroja o Mateo Alemán) y médicos escritores (quién trabaja como médico y sólo esporádicamente escribe bellas letras, como Santiago Ramón y Cajal o Claude Bernard.

## Médicos escritores en España
Según Francisco Ruiz de la Cuesta (un miembro de la Asociación Española de Médicos Escritores y Artistas, Madrid y Sevilla son las ciudades españolas “con más médicos escritores”; se refiere a: Álvarez Chanca, Nicolás Bautista Monardes, Sebastián García Díaz, Cristóbal Pera Jiménez, Gabriel Sánchez de la Cuesta, Eloy Domínguez-Rodiño, José María Osuna, Laffón Sánchez de Medina, un cierto Riviere, un cierto Rus, un cierto Rincón, Prado Soltero, Adolfo de los Santos, Miguel Ángel Yáñez Polo, Guerra Gil, Zaragoza Rubira, Álvarez Romero, Duque Amusco, Navajas Gallardo, Moreno González, Jaime Rodríguez Sacristán y Alberto Rodríguez Sacristán, Javier Criado, Jacinto Maqueda, Pérez Calero, Martínez Buzo, Rubio Rubio, Yebra Sotillo, Alcántara Rojas, Fernández García, un cierto Mesa, Núñez Moreno, Pastor Torres, López García Aranda, un cierto Belmonte, Montero Iruzubieta, Rafael Castro Artigas, entre otros.

## Asociaciones de médicos escritores en el mundo
La autoproclamada federación mundial de los médicos escritores es la Unión Mundial de Escritores Médicos con sede en Francia o Suiza. A novel continental existe la Liga Sudamericana de Médicos-Escritores (LISAME) Asociaciones nacionales son (selección):
- Federación Alemana de Médicos Escritores
- Groupement Belge des Médecins-Écrivains[4]
- Sociedad Brasileña de Médicos Escritores
- Club de Escritores Médicos en Bulgaria[5]
- Corporación Ecuatoriana de Escritores Médicos
- Asociación Española de Médicos Escritores y Artistas
- Groupement des Ecrivains – Médecins (GEM, asociación francesa de médicos escritores)[6]
- Asociación de Médicos Escritores Guatemala[7][8]
- Sociedad Helénica de Médicos Escritores[9]
- A.M.S.I. (asociación de médicos escritores en Italia)[10]
- Penaescula (asociación de médicos escritores en los Países Bajos)[11]
- Unia Polskich Pisarzy Medyków (UPPL)[12]
- Sociedade Portuguesa dos Escritores Médicos (SOPEAM)[13]
- Societaea Medicilor Scriitori şi Publicişti din România[14]
- Asociación de Médicos Escritores de la Ciudad de Buenos Aires
- Association Suisse des Écrivains Médecins (ASEM)[15]